# Método de Hall para bilirrubina
El método de Hall para bilirrubina se utiliza para diferenciar un pigmento, la bilirrubina, que es el principal componente de la bilis, resultado de la degradación de los eritrocitos. Existe un método para diferenciar conjuntamente la bilirrubina y la hematoidina (método de Gmelin) pero el verdadero método para diferenciar la bilirrubina es el método de Hall. La intensidad del color de la tinción es proporcional a la cantidad de bilirrubina que hay en la muestra, pero se sabe que si existen restos de drogas u otras sustancias, la determinación del pigmento es más difícil.

## Fundamento
La acción oxidante del reactivo de Fouchet transforma la bilis en biliverdina verde, que, si fue transportada al hígado y allí reducida, se conoce con el nombre de bilirrubina. El rango de color varía entre el verde oliva y el esmeralda, dependiendo de la concentración de pigmento presente.

## Tejido control y diana
El conducto biliar común obstruido es positivo para esta técnica. El tejido, para mejores resultados, debe estar fijado en formol 10%, y seccionado a 4 micras.

## Reactivos
1. Reactivo de Fouchet:
  1. 12,5 g de ácido tricloroacético.
  2. 50 cc de agua destilada.
  3. 5 cc de cloruro férrico 10%.
2. Mezclar bien el tricloroacético y el agua, y añadir el cloruro férrico.
3. Solución de Van Gieson:
  1. 1 cc de fucsina ácida 1%.
  2. 45 cc de ácido pícrico saturado.

## Procedimiento
1. Desparafinar e hidratar los cortes.
2. Colocar en la solución de Fouchet, 5 minutos.
3. Lavar con agua destilada, 2 cambios de 2 minutos en cada cubeta.
4. Contrastar con Van Gieson, 3 minutos.
5. Lavar con agua destilada, 30 segundos.
6. Deshidratar, aclarar y montar.

## Resultados
- Bilirrubina: verde.
- Colágeno: rojo.
- Músculo y células epiteliales: amarillo.